# Teapa
Teapa – miasto na południu meksykańskiego stanu Tabasco, siedziba władz gminy o tej samej nazwie. Miasto położone jest w odległości około 120 km na południe od wybrzeża Zatoki Meksykańskiej oraz około 60 km na południe od stolicy stanu Villahermosa, niedaleko granicy ze stanem Chiapas. Teapa położone jest nad Rio Teapa - dopływu jednej z największych rzek Meksyku Usumacinta. W 2005 roku ludność miasta liczyła 26 140 mieszkańców.